# Seznam celkových vítězů závodů Grand Tour
Seznam celkových vítězů závodů Grand Tour představuje přehledný výpis vítězů jednotlivých závodů zařazených do cyklistické Grand Tour, tedy Giro d'Italia, Tour de France, Vuelta a España.

## Vítězové Grand Tours
| Vítězové Grand Tours          |                                |                               |
| Celkový vítěz Giro d'Italia   | Celkový vítěz Tour de France   | Celkový vítěz Vuelta a España |
| 2024 Tadej Pogačar (SLO)      |                                |                               |
| 2023 Primož Roglič (SLO)      | 2023 Jonas Vingegaard (DEN)    | 2023 Sepp Kuss (USA)          |
| 2022 Jai Hindley (AUS)        | 2022 Jonas Vingegaard (DEN)    | 2022 Remco Evenepoel (BEL)    |
| 2021 Egan Bernal (COL)        | 2022 Tadej Pogačar (SLO)       | 2021 Primož Roglič (SLO)      |
| 2020 Tao Geoghegan Hart (GBR) | 2020 Tadej Pogačar (SLO)       | 2020 Primož Roglič (SLO)      |
| 2019 Richard Carapaz (ECU)    | 2019 Egan Bernal (COL)         | 2019 Primož Roglič (SLO)      |
| 2018 Chris Froome (GBR)       | 2018 Geraint Thomas (GBR)      | 2018 Simon Yates (GBR)        |
| 2017 Tom Dumoulin (NED)       | 2017 Chris Froome (GBR)        | 2017 Chris Froome (GBR)       |
| 2016 Vincenzo Nibali (ITA)    | 2016 Chris Froome (GBR)        | 2016 Nairo Quintana (COL)     |
| 2015 Alberto Contador (ESP)   | 2015 Chris Froome (GBR)        | 2015 Fabio Aru (ITA)          |
| 2014 Nairo Quintana (COL)     | 2014 Vincenzo Nibali (ITA)     | 2014 Alberto Contador (ESP)   |
| 2013 Vincenzo Nibali (ITA)    | 2013 Chris Froome (GBR)        | 2013 Chris Horner (USA)       |
| 2012 Ryder Hesjedal (CAN)     | 2012 Bradley Wiggins (GBR)     | 2012 Alberto Contador (ESP)   |
| 2011 Michele Scarponi (ITA)   | 2011 Cadel Evans (AUS)         | 2011 Chris Froome (GBR)       |
| 2010 Ivan Basso (ITA)         | 2010 Andy Schleck (NED)        | 2010 Vincenzo Nibali (ITA)    |
| 2009 Děnis Meňšov (RUS)       | 2009 Alberto Contador (ESP)    | 2009 Alejandro Valverde (ESP) |
| 2008 Alberto Contador (ESP)   | 2008 Carlos Sastre (ESP)       | 2008 Alberto Contador (ESP)   |
| 2007 Danilo Di Luca (ITA)     | 2007 Alberto Contador (ESP)    | 2007 Děnis Meňšov (RUS)       |
| 2006 Ivan Basso (ITA)         | 2006 Óscar Pereiro (ESP)       | 2006 Alexandr Vinokurov (KAZ) |
| 2005 Paolo Savoldelli (ITA)   | 2005 Lance Armstrong (USA)     | 2005 Roberto Heras (ESP)      |
| 2004 Damiano Cunego (ITA)     | 2004 Lance Armstrong (USA)     | 2004 Roberto Heras (ESP)      |
| 2003 Gilberto Simoni (ITA)    | 2003 Lance Armstrong (USA)     | 2003 Roberto Heras (ESP)      |
| 2002 Paolo Savoldelli (ITA)   | 2002 Lance Armstrong (USA)     | 2002 Aitor González (ESP)     |
| 2001 Gilberto Simoni (ITA)    | 2001 Lance Armstrong (USA)     | 2001 Ángel Casero (ESP)       |
| 2000 Stefano Garzelli (ITA)   | 2000 Lance Armstrong (USA)     | 2000 Roberto Heras (ESP)      |
| 1999 Ivan Gotti (ITA)         | 1999 Lance Armstrong (USA)     | 1999 Jan Ullrich (GER)        |
| 1998 Marco Pantani (ITA)      | 1998 Marco Pantani (ITA)       | 1998 Abraham Olano (ESP)      |
| 1997 Ivan Gotti (ITA)         | 1997 Jan Ullrich (GER)         | 1997 Alex Zülle (SUI)         |
| 1996 Pavel Tonkov (RUS)       | 1996 Bjarne Riis (DEN)         | 1996 Alex Zülle (SUI)         |
| 1995 Tony Rominger (SUI)      | 1995 Miguel Indurain (ESP)     | 1995 Laurent Jalabert (FRA)   |
| 1994 Jevgenij Berzin (RUS)    | 1994 Miguel Indurain (ESP)     | 1994 Tony Rominger (SUI)      |
| 1993 Miguel Indurain (ITA)    | 1993 Miguel Indurain (ESP)     | 1993 Tony Rominger (SUI)      |
| 1992 Miguel Indurain (ESP)    | 1992 Miguel Indurain (ESP)     | 1992 Tony Rominger (SUI)      |
| 1991 Franco Chioccioli (ITA)  | 1991 Miguel Indurain (ESP)     | 1991 Melcior Mauri (ESP)      |
| 1990 Gianni Bugno (ITA)       | 1990 Greg LeMond (USA)         | 1990 Marco Giovannetti (ITA)  |
| 1989 Laurent Fignon (FRA)     | 1989 Greg LeMond (USA)         | 1989 Pedro Delgado (ESP)      |
| 1988 Andrew Hampsten (USA)    | 1988 Pedro Delgado (ESP)       | 1988 Sean Kelly (IRL)         |
| 1987 Stephen Roche (IRL)      | 1987 Stephen Roche (IRL)       | 1987 Luis Herrera (COL) ano   |
| 1986 Roberto Visentini (ITA)  | 1986 Greg LeMond (USA)         | 1986 Álvaro Pino (ESP)        |
| 1985 Bernard Hinault (FRA)    | 1985 Bernard Hinault (FRA)     | 1985 Pedro Delgado (ESP)      |
| 1984 Francesco Moser (ITA)    | 1984 Laurent Fignon (FRA)      | 1984 Éric Caritoux (FRA)      |
| 1983 Giuseppe Saronni (ITA)   | 1983 Laurent Fignon (FRA)      | 1983 Bernard Hinault (FRA)    |
| 1982 Bernard Hinault (FRA)    | 1982 Bernard Hinault (FRA)     | 1982 Marino Lejarreta (ESP)   |
| 1981 Giovanni Battaglin (ITA) | 1981 Bernard Hinault (FRA)     | 1981 Giovanni Battaglin (ITA) |
| 1980 Bernard Hinault (FRA)    | 1980 Joop Zoetemelk (NED)      | 1980 Faustino Rupérez (ESP)   |
| 1979 Giuseppe Saronni (ITA)   | 1979 Bernard Hinault (FRA)     | 1979 Joop Zoetemelk (NED)     |
| 1978 Johan De Muynck (BEL)    | 1978 Bernard Hinault (FRA)     | 1978 Bernard Hinault (FRA)    |
| 1977 Michel Pollentier (BEL)  | 1977 Bernard Thévenet (FRA)    | 1977 Freddy Maertens (BEL)    |
| 1976 Felice Gimondi (ITA)     | 1976 Lucien Van Impe (BEL)     | 1976 José Pesarrodona (ESP)   |
| 1975 Fausto Bertoglio (ITA)   | 1975 Bernard Thévenet (FRA)    | 1975 Agustín Tamames (ESP)    |
| 1974 Eddy Merckx (BEL)        | 1974 Eddy Merckx (BEL)         | 1974 José Manuel Fuente (ESP) |
| 1973 Eddy Merckx (BEL)        | 1973 Luis Ocaña (ESP)          | 1973 Eddy Merckx (BEL)        |
| 1972 Eddy Merckx (BEL)        | 1972 Eddy Merckx (BEL)         | 1972 José Manuel Fuente (ESP) |
| 1971 Gösta Pettersson (SWE)   | 1971 Eddy Merckx (BEL)         | 1971 Ferdinand Bracke (BEL)   |
| 1970 Eddy Merckx (BEL)        | 1970 Eddy Merckx (BEL)         | 1970 Luis Ocaña (ESP)         |
| 1969 Felice Gimondi (ITA)     | 1969 Eddy Merckx (BEL)         | 1969 Roger Pingeon (FRA)      |
| 1968 Eddy Merckx (BEL)        | 1968 Jan Janssen (NED)         | 1968 Felice Gimondi (ITA)     |
| 1967 Felice Gimondi (ITA)     | 1967 Roger Pingeon (FRA)       | 1967 Jan Janssen (NED)        |
| 1966 Gianni Motta (ITA)       | 1966 Lucien Aimar (FRA)        | 1966 Francisco Gabica (ESP)   |
| 1965 Vittorio Adorni (ITA)    | 1965 Felice Gimondi (ITA)      | 1965 Rolf Wolfshohl (GER)     |
| 1964 Jacques Anquetil (FRA)   | 1964 Jacques Anquetil (FRA)    | 1964 Raymond Poulidor (FRA)   |
| 1963 Franco Balmamion (ITA)   | 1963 Jacques Anquetil (FRA)    | 1963 Jacques Anquetil (FRA)   |
| 1962 Franco Balmamion (ITA)   | 1962 Jacques Anquetil (FRA)    | 1962 Rudi Altig (GER)         |
| 1961 Arnaldo Pambianco (ITA)  | 1961 Jacques Anquetil (FRA)    | 1961 Angelino Soler (ESP)     |
| 1960 Jacques Anquetil (FRA)   | 1960 Gastone Nencini (ITA)     | 1960 Frans De Mulder (BEL)    |
| 1959 Charly Gaul (LUX)        | 1959 Federico Bahamontes (ESP) | 1959 Antonio Suárez (ESP)     |
| 1958 Ercole Baldini (ITA)     | 1958 Charly Gaul (LUX)         | 1958 Jean Stablinski (FRA)    |
| 1957 Gastone Nencini (ITA)    | 1957 Jacques Anquetil (FRA)    | 1957 Jesús Loroño (FRA)       |
| 1956 Charly Gaul (LUX)        | 1956 Roger Walkowiak (FRA)     | 1956 Angelo Conterno (ITA)    |
| 1955 Fiorenzo Magni (ITA)     | 1955 Louison Bobet (FRA)       | 1955 Jean Dotto (FRA)         |
| Celkový vítěz Giro d'Italia   | Celkový vítěz Tour de France   | Celkový vítěz Vuelta a España |

## Seznam výherců všech závodů Grand Tour

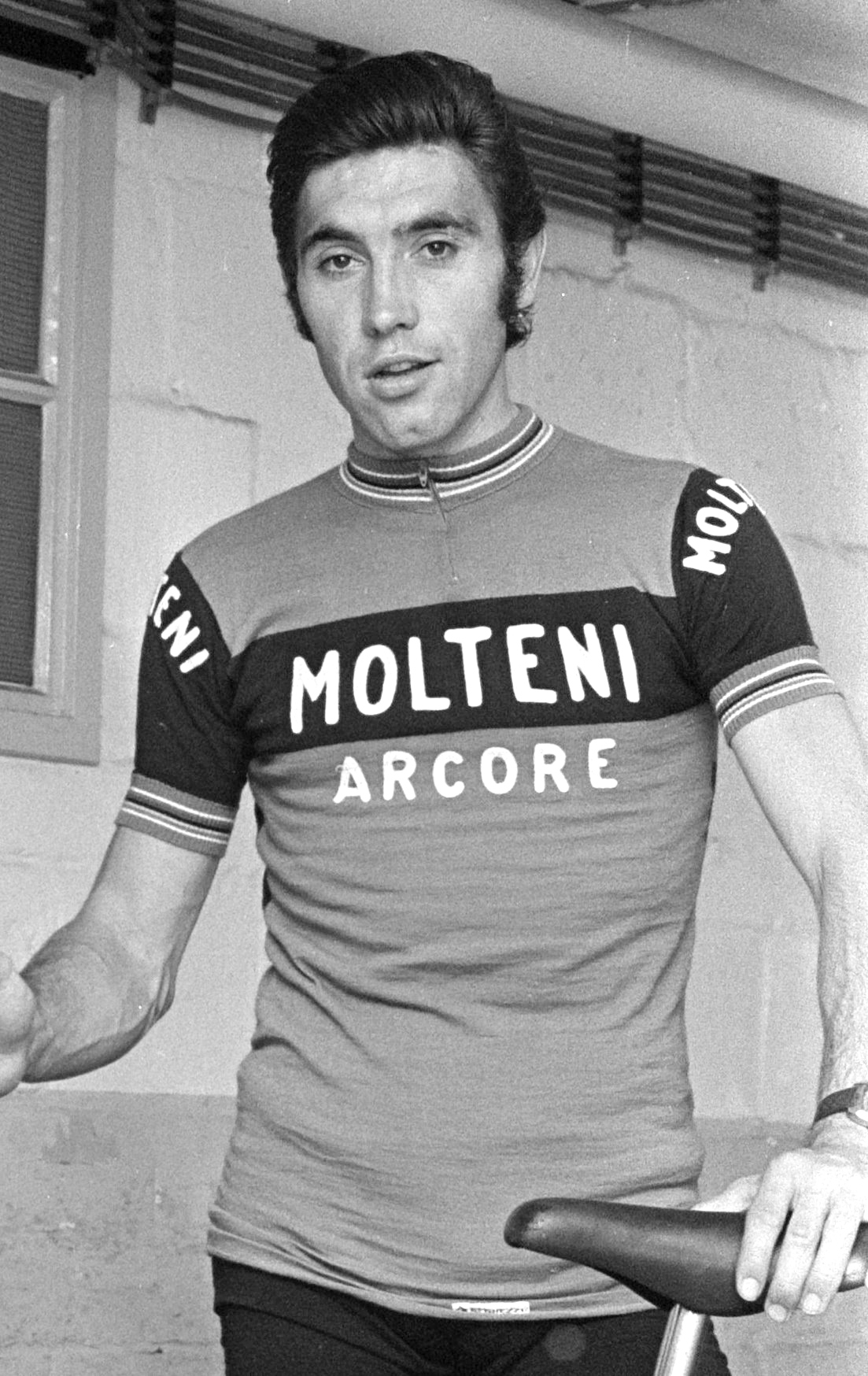
Eddy Merckx Belgie - 11× vítěz.
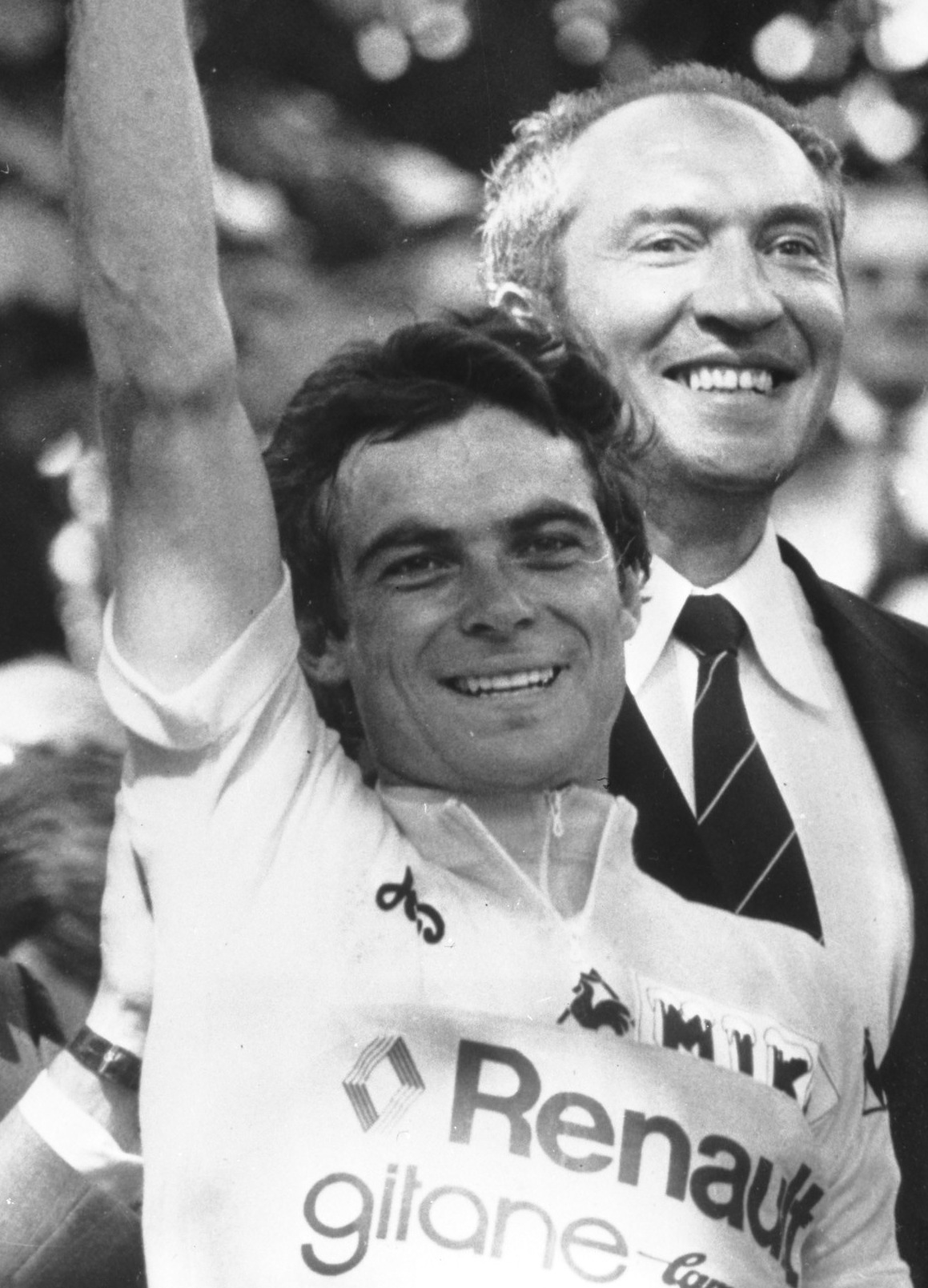
Bernard Hinault Francie - 10 × vítěz.
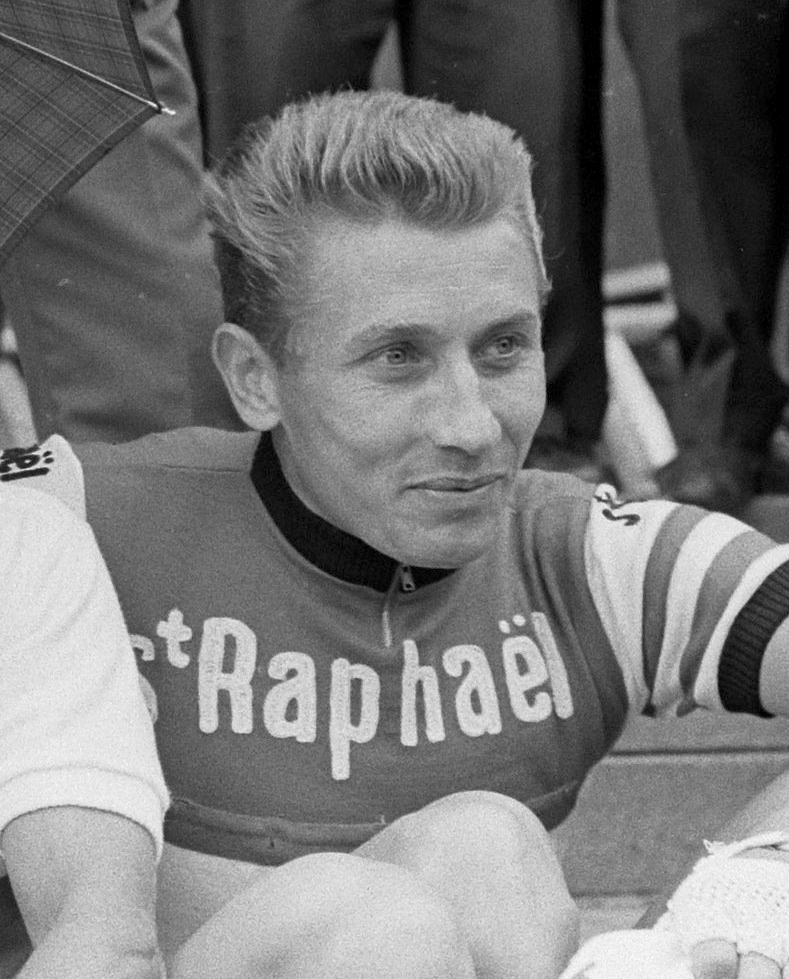
Jacques Anquetil Francie - 8× vítěz.
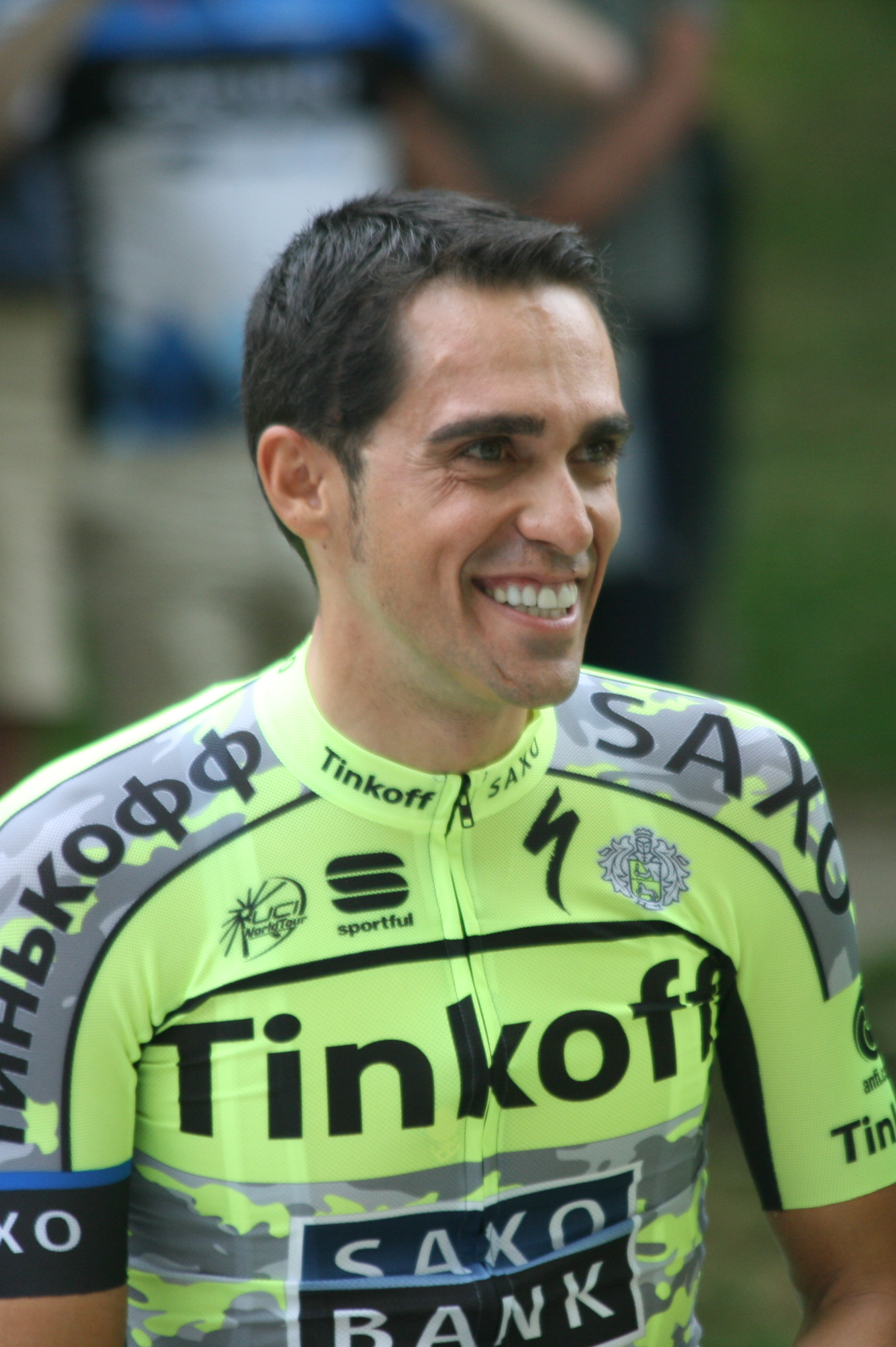
Alberto Contador Španělsko - 7× vítěz.
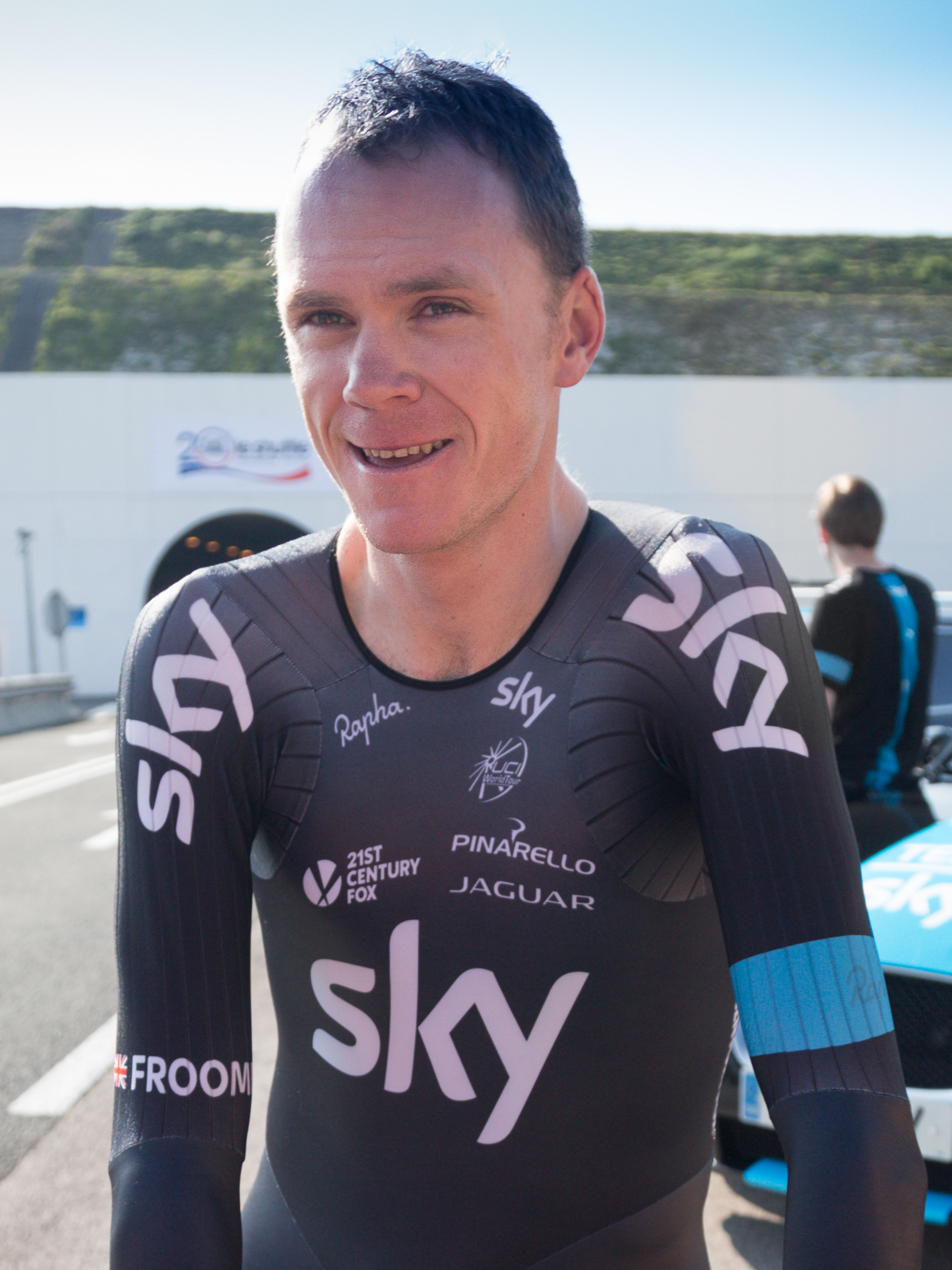
Chris Froome Spojené království - 7× vítěz.
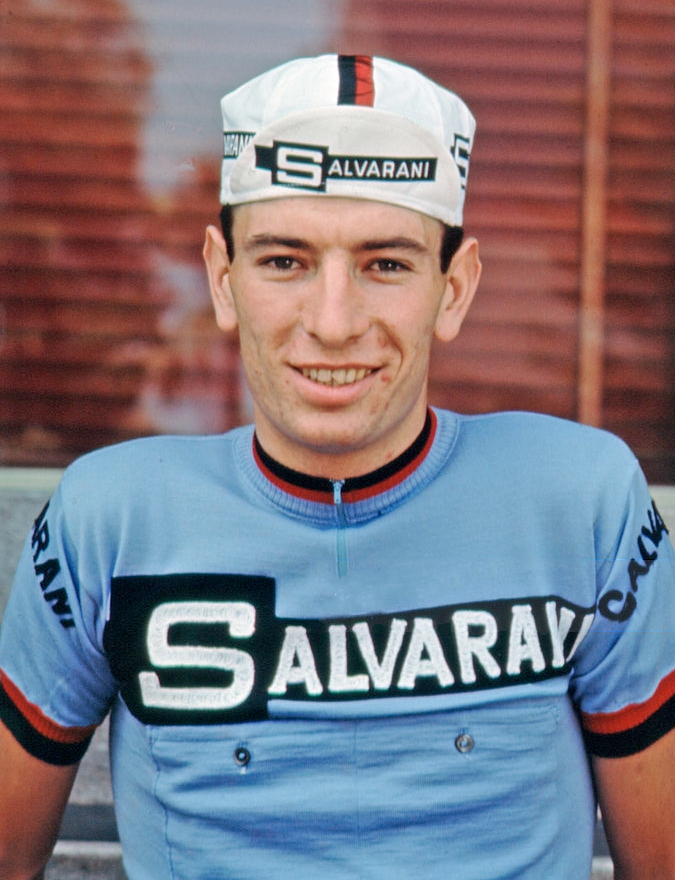
Felice Gimondi Itálie - 5 × vítěz.
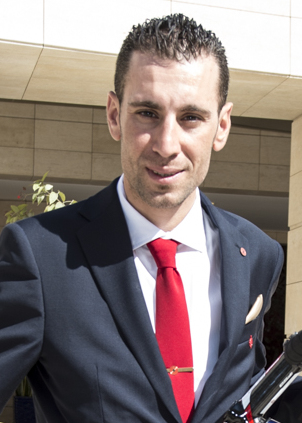
Vincenzo Nibali Itálie - 4 × vítěz.

Alespoň jednou každý ze závodů vyhráli ve své kariéře tito cyklisté (počty jsou uvedeny k roku 2019):
| Vítězové Grand Tours |                                       |                                       |                               |
| Cyklista             | Celkový vítěz Giro d'Italia           | Celkový vítěz Tour de France          | Celkový vítěz Vuelta a España |
| Eddy Merckx          | 5x - 1968 • 1970 • 1972 • 1973 • 1974 | 5x - 1969 • 1970 • 1971 • 1972 • 1974 | 1x - 1973                     |
| Bernard Hinault      | 3x - 1980 • 1982 • 1985               | 5x - 1978 • 1979 • 1981 • 1982 • 1985 | 2x - 1978 • 1983              |
| Jacques Anquetil     | 2x - 1960 • 1964                      | 5x - 1957 • 1961 • 1962 • 1963 • 1964 | 1x - 1963                     |
| Alberto Contador     | 2x - 2008 • 2015                      | 2x - 2007 • 2009                      | 3x - 2008 • 2012 • 2014       |
| Chris Froome         | 1x - 2018                             | 4x - 2013 • 2015 • 2016 • 2017        | 2x - 2011 • 2017              |
| Felice Gimondi       | 3x - 1967 • 1968 • 1976               | 1x - 1965                             | 1x - 1968                     |
| Vincenzo Nibali      | 2x - 2013 • 2016                      | 1x - 2014                             | 1x - 2010                     |